# Día Mundial del Baloncesto
El Día Mundial del Baloncesto es una jornada que se celebra anualmente el 21 de diciembre desde 2023, fue establecida por la Asamblea General de las Naciones Unidas en ese mismo año.

## Proclamación
El Día Mundial del Baloncesto fue proclamado el 25 de agosto de 2023 por la Asamblea General de las Naciones Unidas, en el marco de la Copa del Mundo de Baloncesto 2023 organizada por Indonesia, Japón y Filipinas. Según la resolución oficial de la ONU, el objetivo es "reconocer la presencia mundial del baloncesto y su impacto en las esferas globales del comercio, la paz y la diplomacia". Este deporte, ha sido reconocido por diversas fuentes como un medio eficaz para trascender fronteras culturales y lingüísticas,  debido a su capacidad para unir a personas de diversas procedencias, lo que, según estas fuentes, fomenta la inclusión social y el respeto por los derechos humanos. Además, se resalta su potencial para impulsar  la igualdad de género, y el empoderamiento de las mujeres y las niñas, así como para facilitar la integración de personas con discapacidad. El baloncesto, con su amplia popularidad global, es visto como un medio eficaz para promover valores de cooperación, respeto y trabajo en equipo, contribuyendo así al fortalecimiento de la cohesión social y la diplomacia.

## Celebración
Este día se celebra el 21 de diciembre, en conmemoración del primer partido de baloncesto que tuvo lugar en 1891 en Springfield, Massachusetts, ideado por el Dr. James Naismith. La primera celebración oficial del Día Mundial del Baloncesto se llevó a cabo en 2023, con actividades centradas en la promoción del baloncesto como un medio para la paz y la cooperación global. Durante esta jornada, se organizarán eventos como foros, partidos, exhibiciones y actividades educativas, destacando su papel en la creación de lazos entre personas de diferentes orígenes y en la promoción de un entendimiento mutuo.